# Luka (Czechy)
Luka – gmina w Czechach, w powiecie Česká Lípa, w kraju libereckim. 1 stycznia 2014 liczyła 95 mieszkańców.